# Wróblew (Zgierz)
Wróblew (1943–1945 deutsch Sperlingslust) ist ein Ort in der Landgemeinde Ozorków, Powiat Zgierski, Woiwodschaft Łódź, in Zentralpolen. Der Ort liegt etwa 4 km von Ozorków, etwa 19 km nordwestlich von Zgierz und 27 km nordwestlich der Woiwodschaftshauptstadt Łódź.